# Sjarmtrollan Idrettsforening 2013-2014
Questa voce raccoglie le informazioni riguardanti il Sjarmtrollan Idrettsforening nelle competizioni ufficiali della stagione 2013-2014.

## Stagione
Il Sjarmtrollan, neopromosso dalla 1. divisjon, ha chiuso la stagione al 5º posto finale.

## Rosa
| N° | Naz.                | Ruolo | Sportivo               | Anno     |  |  |
| -- | ------------------- | ----- | ---------------------- | -------- |  |  |
|    | Norvegia (bandiera) |       | Lars Henrik Andreassen | 14.05.91 |  |  |
|    | Norvegia (bandiera) |       | Martin Berg Johnsen    |          |  |  |
|    | Norvegia (bandiera) |       | Christian Hjort        |          |  |  |
|    | Norvegia (bandiera) |       | Tom-Erik Kristiansen   | 13.06.92 |  |  |
|    | Norvegia (bandiera) |       | Morten Mathisen        |          |  |  |
|    | Norvegia (bandiera) | DIF   | Steffen Pedersen       | 05.05.93 |  |  |
|    | Norvegia (bandiera) | DIF   | Tobias Schjetne        | 21.08.91 |  |  |
|    | Norvegia (bandiera) | PIV   | Miloš Vučenović        | 10.03.88 |  |  |

## Risultati

### Eliteserie

#### Girone di andata
| Tiller 9 novembre 2013, ore 15:30 1ª giornata | Sjarmtrollan | 3 – 5 referto | Kongsvinger | KVT Hallen\| Arbitro: \| Tvedt \| |
| Arbitro:                                      | Tvedt        |               |             |                                   |

| Tiller 10 novembre 2013, ore 10:00 2ª giornata | Tiller | 1 – 4 referto | Sjarmtrollan | KVT Hallen\| Arbitro: \| Tvedt \| |
| Arbitro:                                       | Tvedt  |               |              |                                   |

| Sørumsand 18 gennaio 2014, ore 19:00 3ª giornata | Sjarmtrollan | 0 – 5 referto | Vegakameratene | Bingsfosshallen\| Arbitro: \| Myklebust \| |
| Arbitro:                                         | Myklebust    |               |                |                                            |

| Tiller 8 novembre 2013, ore 21:30 4ª giornata | KFUM Oslo | 7 – 1 referto | Sjarmtrollan | KVT Hallen\| Arbitro: \| Myklebust \| |
| Arbitro:                                      | Myklebust |               |              |                                       |

| Tromsø 14 dicembre 2013, ore 21:30 5ª giornata | KFUM Oslo | 3 – 3 referto | Grorud | Breivikahallen\| Arbitro: \| Iversen \| |
| Arbitro:                                       | Iversen   |               |        |                                         |